# Kanton Guéret-Sud-Ouest
Guéret-Sud-Ouest is een voormalig kanton van het Franse departement Creuse. Het kanton maakte deel uit van het arrondissement Guéret. Het werd opgeheven bij decreet van 17 februari 2014, met uitwerking op 22 maart 2015.

## Gemeenten
Het kanton Guéret-Sud-Ouest omvatte de volgende gemeenten:
- La Chapelle-Taillefert
- Guéret (deels, hoofdplaats)
- Saint-Christophe
- Saint-Victor-en-Marche
- Savennes